# Variantes régionales du bulgare
Pour un article plus général, voir Bulgare.
Les variantes régionales du bulgare sont les parlers d’une même langue désignée comme :
- « bulgare » en Bulgarie ;

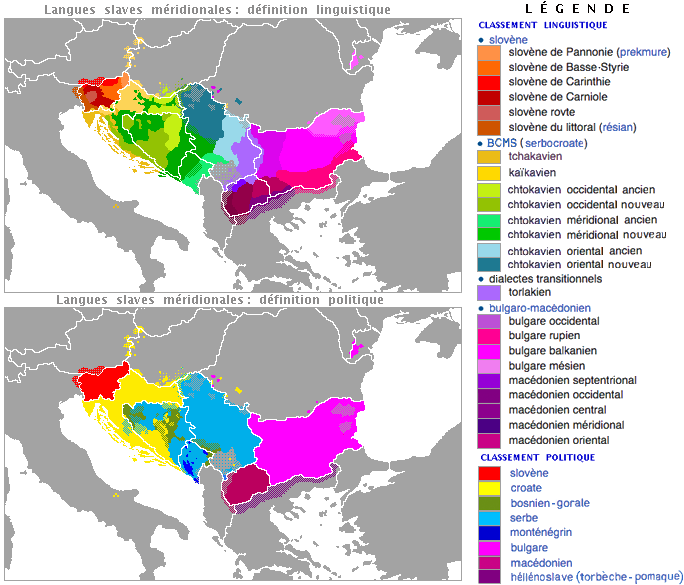
Les langues slaves méridionales et, parmi elles, les parlers bulgares et macédoniens.

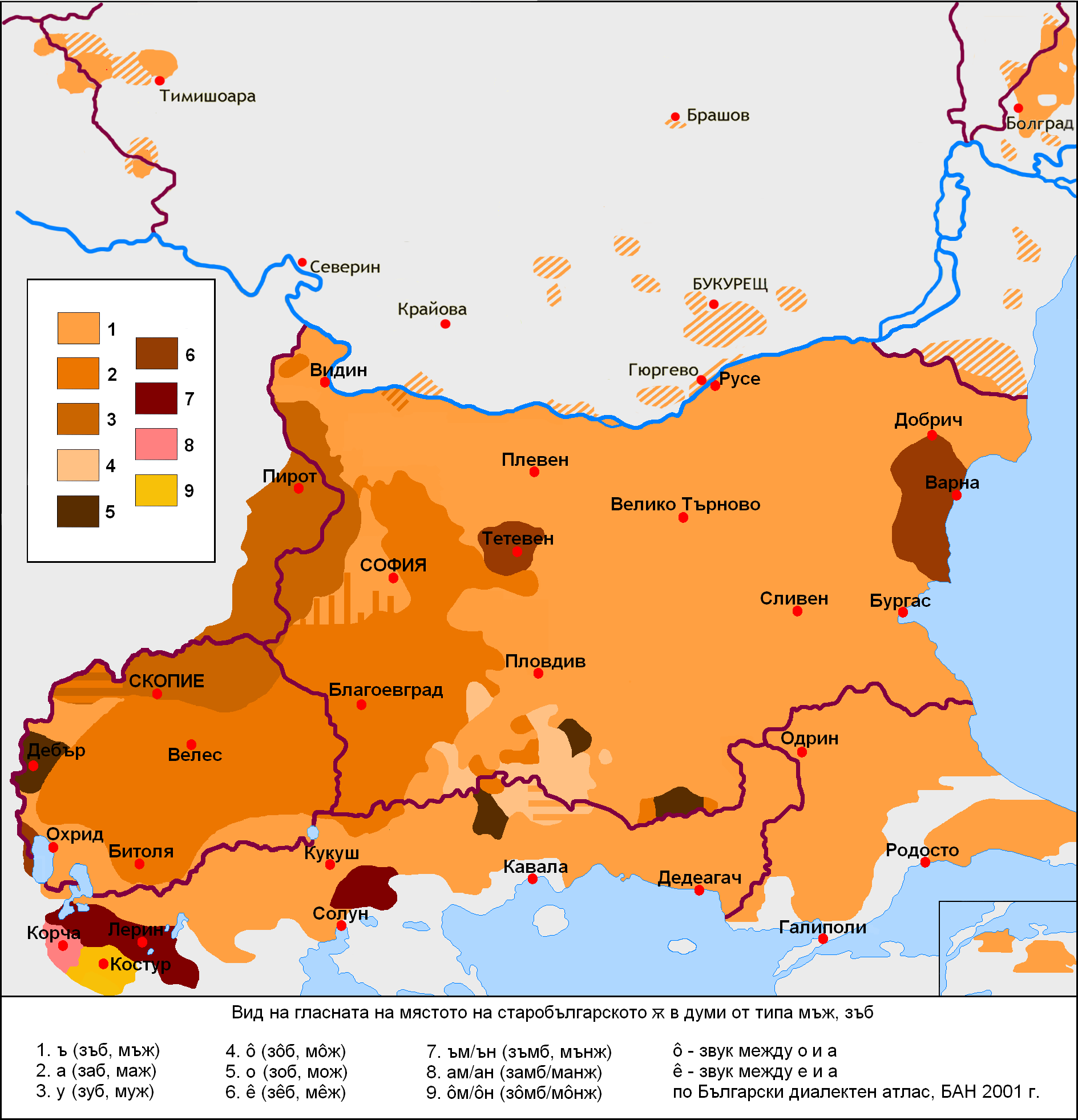
Carte des dialectes bulgares parlés en Bulgarie et dans les pays voisins

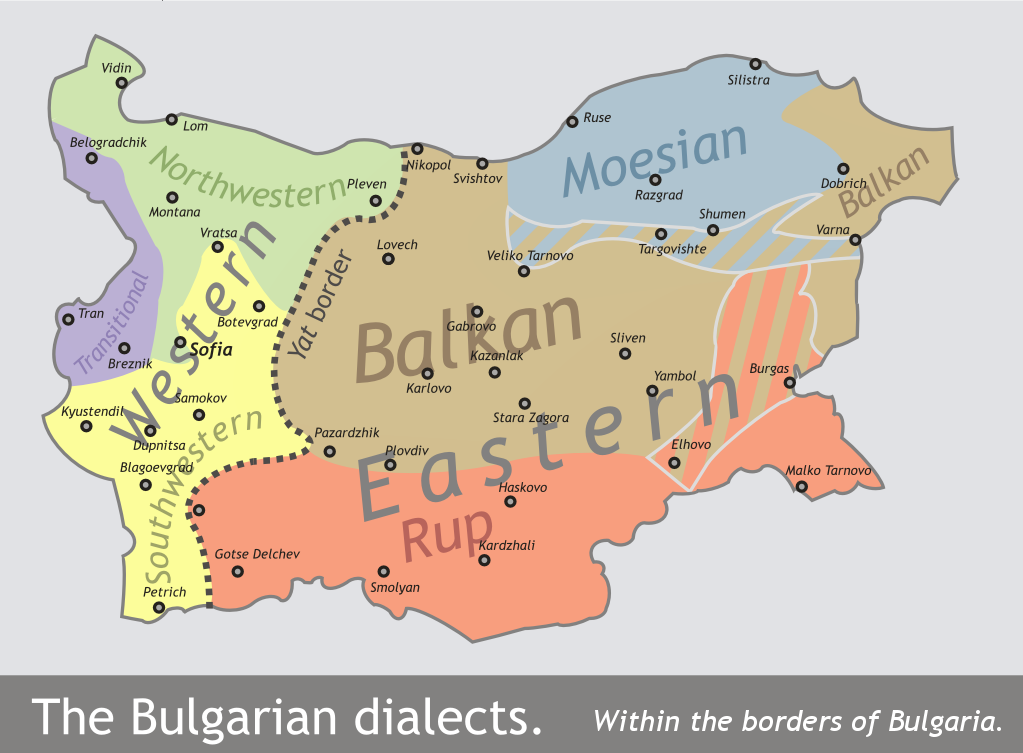
Carte des dialectes bulgares dans laquelle le macédonien est dénommé « variante du sud-ouest du dialecte occidental ».

- « macédonien » en Macédoine du Nord ;
- « bulgare du Banat » chez les Bulgares du Banat[2].

## Méthodologie dialectique pour la systématisation
En dialectologie bulgare, la linguistique historique de l'aire linguistique balkanique s'appuie sur les études slaves, l'histoire de la Bulgarie et les échanges avec les langues voisines (albanais, proto-roumain) ainsi qu'avec les langues iraniennes et turques des proto-Bulgares, des Alains, des Pétchénègues et des Coumans. Le bulgare pour sa part est une langue slave méridionale parfaitement attestée et documentée, issue du vieux-bulgare, première langue slave écrite, qui a aussi donné le slavon d'église et qui a été langue liturgique et de chancellerie dans l'ensemble des Balkans non-grecs, y compris dans les principautés danubiennes roumaines, comme en témoignent les chartes moldaves-valaques en bulgare,,.
L'influence mutuelle entre le bulgare et le grec n'est pas moins intense notamment dans le nord de la Grèce,.
La relation, moins ancienne mais non moins importante, entre le bulgare et le turc ottoman, est elle aussi complexe et discutée, non seulement dans le domaine des études bulgares mais aussi ailleurs en Europe du Sud-Est et de l'Est. Un paradoxe intéressant mais logique est que la langue bulgare et la langue russe, bien qu'elles soient classées dans des ensembles différents, respectivement slave méridional et slave oriental, sont très proches et inter-compréhensibles en raison de la diffusion au Moyen Âge sur les terres russes de l'ancienne littérature et de la liturgie bulgares.

## Variantes
En Bulgarie, le bulgare comprend trois dialectes proches les uns des autres :
1. le « danubien », « mésien » ou « septentrional », parlé au nord du Grand Balkan, en Valachie roumaine, en Dobroudja du Sud et dans le Boudjak ukrainien ;
2. l'« occidental », autour de Sofia et de Vidin, à l'ouest des massifs de Rila et du Grand Balkan et dans le Banat roumain ;
3. le « rhodopien », « roumélien » ou « méridional », parlé au sud du Grand Balkan, autour des Rhodopes et en Grèce du nord-est.

Il existe un quatrième dialecte, considéré, selon les sources :
- en Bulgarie :
4. comme le dialecte « occidental » du bulgare, parlé en Macédoine du Nord et dans l'oblast bulgare de Blagoevgrad (ou « Macédoine du Pirin ») ;
- en Macédoine du Nord :
- comme une langue proche du bulgare et du serbe mais différente, parlée uniquement dans ce pays : le « macédonien ».

## Cas du macédonien
Le « macédonien » est considéré en Macédoine du Nord comme une langue à part entière et en Bulgarie comme une « variante occidentale du bulgare ».
On retrouve le même canevas polémique entre la Serbie et le Monténégro, ou entre la Roumanie et la Moldavie : pour mieux légitimer leur souveraineté, les États issus de la dislocation de l'URSS ou de la Yougoslavie se forgent une identité locale la plus différente possible de celle de leurs voisins. Cela peut donner lieu à des dérives : ainsi, des auteurs macédoniens cherchent à prouver une filiation entre le macédonien actuel (langue slave) et la langue macédonienne antique (langue hellénique).

## Cas du torlakien
Les linguistes considèrent le torlakien comme un dialecte transitionnel entre le serbe et le bulgare, qui subit la norme académique serbe en Serbie et bulgare en Bulgarie. Du côté serbe, dans la région historique du Pomoravlje et jusqu'aux alentours de Belgrade, un processus de revendication culturelle bulgare a commencé après le soulèvement de Niš et la dialectologie bulgare a toujours considéré le torlakien comme un dialecte bulgare. Pour cette raison, la Bulgarie a revendiqué et occupé cette région pendant la Première et la Seconde Guerre mondiale. Parmi les populations torlakophones, la conscience nationale varie. Ainsi, en Serbie, les populations habitant les villes de Dimitrovgrad et Bosilegrad ainsi que leurs alentours se définissent comme Bulgares, alors que les autres locuteurs du torlakien de Serbie se définissent majoritairement comme Serbes.

## Sources
- Victor Friedman, Linguistic emblems and emblematic languages: on language as flag in the Balkans et Alexander Ronelle, In honor of diversity: the linguistic resources of the Balkan, in « Kenneth E. Naylor memorial lecture series in South Slavic linguistics » ; respectiv. vol. 1 et 2, Ohio State University 1999 et 2000, Dept. of Slavic and East European Languages and Literatures, Columbus, Ohio, États-Unis.
- (bg) Jordan Ivanov, Български диалектен атлас, vol. 1, Sofia, Българска Академия на науките (Académie bulgare des sciences),‎ 1972 (présentation en ligne)
- (bg) Ivan Kotchev, Български диалектен атлас, Sofia, Институт за български език (Institut pour la langue bulgare),‎ 1988 (présentation en ligne)
- Evangelia Adamou, « La personne en našta. Approche comparative avec le bulgare litteraire et le macédonien », La Linguistique, Presses universitaires de France, vol. 40, no 2,‎ 2004, p. 103-123 (ISBN 9782130547907, DOI 10.3917/ling.402.0103, lire en ligne)